# Hemiexarnis epiphana
Hemiexarnis epiphana är en fjärilsart som beskrevs av Charles Boursin 1940. Hemiexarnis epiphana ingår i släktet Hemiexarnis och familjen nattflyn. Inga underarter finns listade i Catalogue of Life.